# Manuel del Río Martínez
Manuel del Río Martínez (Madrid, España, 28 de diciembre de 1939-ibídem, 28 de julio de 2016) fue un arquitecto español.

## Biografía
Obtiene el título de arquitecto en la Escuela Técnica Superior de Arquitectura de Madrid, donde se graduó en 1965, obteniendo el doctorado en Arquitectura en 1968. Desarrolla una labor docente como encargado de curso en la ETSAM al término de sus estudios.
En 1967 funda el estudio Del Río - Ferrero Arquitectos junto con Ignacio Ferrero Ruíz-de la Prada, estudio que actualmente tiene más de 40 años de actividad y experiencia en todos los ámbitos de la arquitectura.
En 1976 fue nombrado arquitecto de la Casa de Su Majestad el Rey de España.
Miembro del Conseil Internacional des Monuments et des Sites ICOMOS (1974-2004). Es Académico de número de la Real Academia de Doctores de España en la sección de Arquitectura y Bellas Artes desde 2001 y de la Academia de San Dámaso para las Artes y las Letras desde 1999.
Entre 2003 y 2007 forma parte del Consejo Asesor de la Fundación Reina Sofía para el desarrollo del Proyecto Alzheimer y en 2010 es requerido como coordinador para el Área de Arquitectura en la organización del Global Alzheimer's Research Summit Madrid 2011.

## Restauraciones en el Palacio Real del Pardo

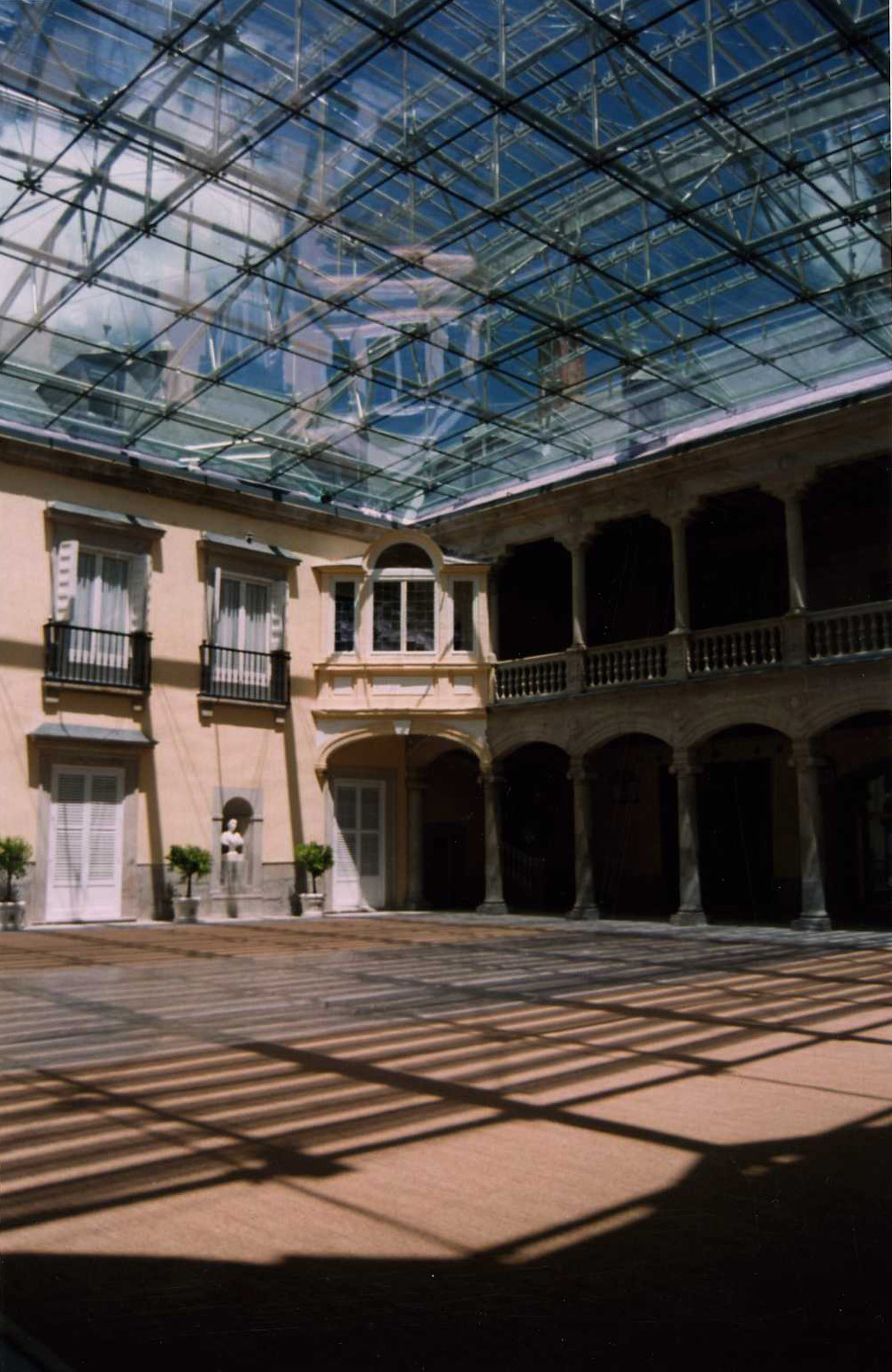
Cubierta del cristal del patio de los Austrias de los Reales Sitios del Pardo (Madrid).

El Palacio del Pardo lo mandó construir Carlos V en 1543 y fue ampliado a partir de 1739 por Francisco Carlier y en 1772 por Francisco Sabatini ya con Carlos III. Entre 1940 y 1975 fue residencia oficial de Francisco Franco. A partir de 1980 con proyecto y dirección de Manuel del Río y colaboración de Juan Hernández y del ingeniero francés Henry Bardsley se restaura y rehabilita todo el palacio como residencia de jefes de Estado en visita oficial al reino del España. Desde entonces se han alojado allí más de veinte reyes y jefes de Estado.
De las obras de restauración llevadas a cabo, las más singulares consistieron en la cubrición de los patios, con una superficie acristalada aproximada de 1250 m².
En el patio de los Austrias la estructura principal está formada por cerchas de acero tubular inoxidable, de sección variable que se apoyan en los dos laterales de muro y soportan otras cerchas en voladizo lateral para evitar el apoyo sobre las galerías del Renacimiento. En un plano superior se colocan unas lamas de titanio cuya función es graduar el sol y suspendidos por debajo de las cerchas, con cables de acero, pero sin estructura, están colgadas mediante arañas las placas de vidrio de doble plano.

## Residencia de Sus Majestades los Reyes de España
Entre 2000 y 2002 Manuel del Río proyecta y construye la que hoy es residencia oficial de SSMM los Reyes. Se trata de un pabellón dentro del conjunto de pequeños edificios exentos que constituyen el Palacio Real de la Zarzuela y que proyectados por el mismo arquitecto acompañan al histórico palacete de Felipe IV de 1634. La residencia de los Reyes es el primer edificio de nueva planta que se ha construido como residencia oficial para la Familia Real desde el siglo XVIII.
Proyectado con fachadas de ladrillo, revoco y piedra sigue, con lenguaje actual, la tradición de otros Reales Sitios, tal y como ha definido al conjunto de la Zarzuela el historiador José Luis Sancho en su libro La Arquitectura de los Sitios Reales'.

## Proyecto Alzheimer
Manuel del Río se viene dedicando desde 2002 al estudio de la arquitectura y el entorno para los afectados de Alzheimer como terapia no farmacológica. Ha proyectado complejos residenciales en Madrid, Guadalajara, Paracuellos de Jarama y Puebla de Zaragoza (México) y terminado otro en Ciudad Real. El 18 de junio de 2010 ha sido ponente de la conferencia de apertura del Congreso La Arquitectura de los Recuerdos. La construcción de un Centro de Alzheimer, organizado por el Centro Alzheimer Reina Sofía en Madrid.
Trabajó como coordinador del Área de Arquitectura en la organización del Global Alzheimer's Research Summit, Madrid 2011, organizado por la Fundación Reina Sofía y la Fundación Pascual Maragall.

## Obra Representativa

### Obra oficial en Patrimonio Nacional[1][2]
- Rehabilitación del Palacio Real del Pardo como residencia de jefes de Estado extranjeros
- Restauración Integral del Palacio de la Zarzuela donde se incluyen las obras nuevas del pabellón Oficial, Privado, Servicios, Comunicaciones y de Guardia en el Palacio de la Zarzuela, así como el pabellón de Magnolias, jardines, cuadras y otras dependencias[3]
- Rehabilitación del Palacio de la Moncloa como residencia del jefe de Gobierno de España y la obra nueva del Salón de columnas en 1971 con R. Andrada.
- Restauración en el Real Sitio de Aranjuez, incluyendo Ala de la Ría, la Casa de Caballeros, El Ala de Felipe II y los Jardines del Príncipe
- Residencia Oficial de sus Altezas los Príncipes de Asturias
- Restauración Integral del Palacio Real de la Almudaina (Palma de Mallorca) (1972 - 1990)
- Varias restauraciones en el Monasterio de El Escorial
- Residencia oficial de SSMM en Sevilla en el Cuarto Alto de los Reales Alcazares
- Restauración en el Monasterio de Santa María la Real de las Huelgas en Burgos
- Restauración del Convento de Santa Clara de Tordesillas

### Obra privada
- Torre Windsor (Azca-Madrid) (1976) (junto con Ignacio Ferrero, Alemany, Alas y Casariego)[4]
- Edificios de Oficinas Gorbea III y IV (Madrid)
- Edificios Amper Programas y Amper Datos (Madrid)
- Complejo Residencial Buen Suceso (1981), Iglesia del Buen Suceso (1980)
- Embajada de Argelia (Madrid)
- Deutsche Bank (Madrid)
- Residencia de mayores y centro de día (Alcázar de San Juan)
- Hotel en Alcázar de San Juan
- Residencia Alzheimer en Paracuellos (2011) (proyecto)

## Premios y condecoraciones
- Gran Cruz del Mérito Civil (1978)
- Encomienda de Isabel la Católica (1977)
- Encomienda de Número de la Orden del Infante, Portugal (1981)
- Encomienda de la Orden de la Estrella Polar, Suecia (1983)
- Encomienda de Número de la Real y muy distinguida Orden de Carlos III (2002)
- Premio Internacional Menlina Mercuri (UNESCO) por la restauración del Jardín del Príncipe de Aranjuez, como director del equipo de Patrimonio Nacional.
- Premio Especial del Consejo de Europa a la restauración del convento de las Descalzas Reales (1987), como director del equipo de Patrimonio Nacional.